# Gamarús dels Urals
El gamarús dels Urals (Strix uralensis) és una espècie d'ocell de la família dels estrígids (Strigidae). Habita la taigà i bosc mixt, des d'Escandinàvia, Lituània, Alemanya, Polònia i els Balcans, cap a l'est, a través del nord-oest i centre de Rússia i centre i sud de Sibèria, Mongòlia i Manxúria, fins Sakhalín, Corea i Japó. El seu estat de conservació es considera de risc mínim.